# كريستين هانسون
كريستين هانسون (بالإنجليزية: Kristine Hanson)‏ هي بلاي ميت ومذيعة أمريكية، ولدت في 23 سبتمبر 1951 في إلينوي في الولايات المتحدة.